# 4122-es mellékút (Magyarország)
A 4122-es számú mellékút egy nagyjából 18,5 kilométeres hosszúságú, négy számjegyű mellékút Szabolcs-Szatmár-Bereg vármegye északkeleti részén: Tiszaszalka és Beregdaróc községeket köti össze. Fő iránya, kisebb irányváltásoktól eltekintve végig nagyjából nyugat-keleti.

## Nyomvonala
Tiszaszalka keleti külterületei között ágazik ki a 4113-as útból, annak a 30+200-as kilométerszelvénye táján, keleti irányban. Alig fél kilométer megtételét követően eléri Vámosatya határszélét, egy darabig a határvonalat kíséri, nagyjából 1,1 kilométer után pedig teljesen e község területére lép. 4,3 kilométer után éri el e község első házait, melyek között a Szabadság utca nevet veszi fel, majd a faluközpont keleti szélén, 6,5 kilométer után beletorkollik észak felől a Barabástól idáig húzódó 4123-as út. Kevéssel ezután ki is lép a településről, 7,8 kilométer után pedig annak határai közül is.
Gelénes területén folytatódik; a lakott területet mintegy 8,5 kilométer után éri el, majd találkozik a 4124-es úttal, amely észak felől csatlakozik hozzá. Egy egészen rövid távon közös szakaszon húzódnak, déli irányban, majd a 4122-es visszatér a korábbi irányához és keletnek folytatódik, itt is Szabadság út néven. Körülbelül 9,4 kilométer után éri el a belterület keleti szélét, 11,4 kilométer után pedig átlép Beregdaróc határai közé.
Kevéssel a 14. kilométere után érkezik meg Beregdaróc lakott területei közé, ahol újból a Szabadság utca nevet veszi fel. A központ keleti részén, mintegy 16,7 kilométer után egy elágazáshoz ér: ott a 4127-es út ágazik ki belőle dél felé, Fehérgyarmat és azon keresztül Csengersima irányába. Innen a települési neve Béke utca, így húzódik a belterület keleti széléig, amit nagyjából 17,3 kilométer után ér el. Az út kilométer-számozása innen még tovább is folytatódik, egészen az országhatárig, de ezen a szakaszon már nincs szilárd burkolata.
Teljes hossza, az országos közutak térképes nyilvántartását szolgáló kira.kozut.hu adatbázisa szerint 18,594 kilométer.

## Települések az út mentén
- (Tiszaszalka)
- Vámosatya
- Gelénes
- Beregdaróc